# Jean Bourgain
Jean Bourgain, belgijski matematik, * 28. februar 1954, Ostende, Belgija, † 22. december 2018, Bonheiden, Belgija.
Deluje na Inštitutu za višji študij v Princetonu (ZDA). Za svoje delo na področju matematične analize je prejel več nagrad, med njimi leta 1994 Fieldsovo medaljo in leta 2010 Shawovo nagrado.